# Воля-Блажівська

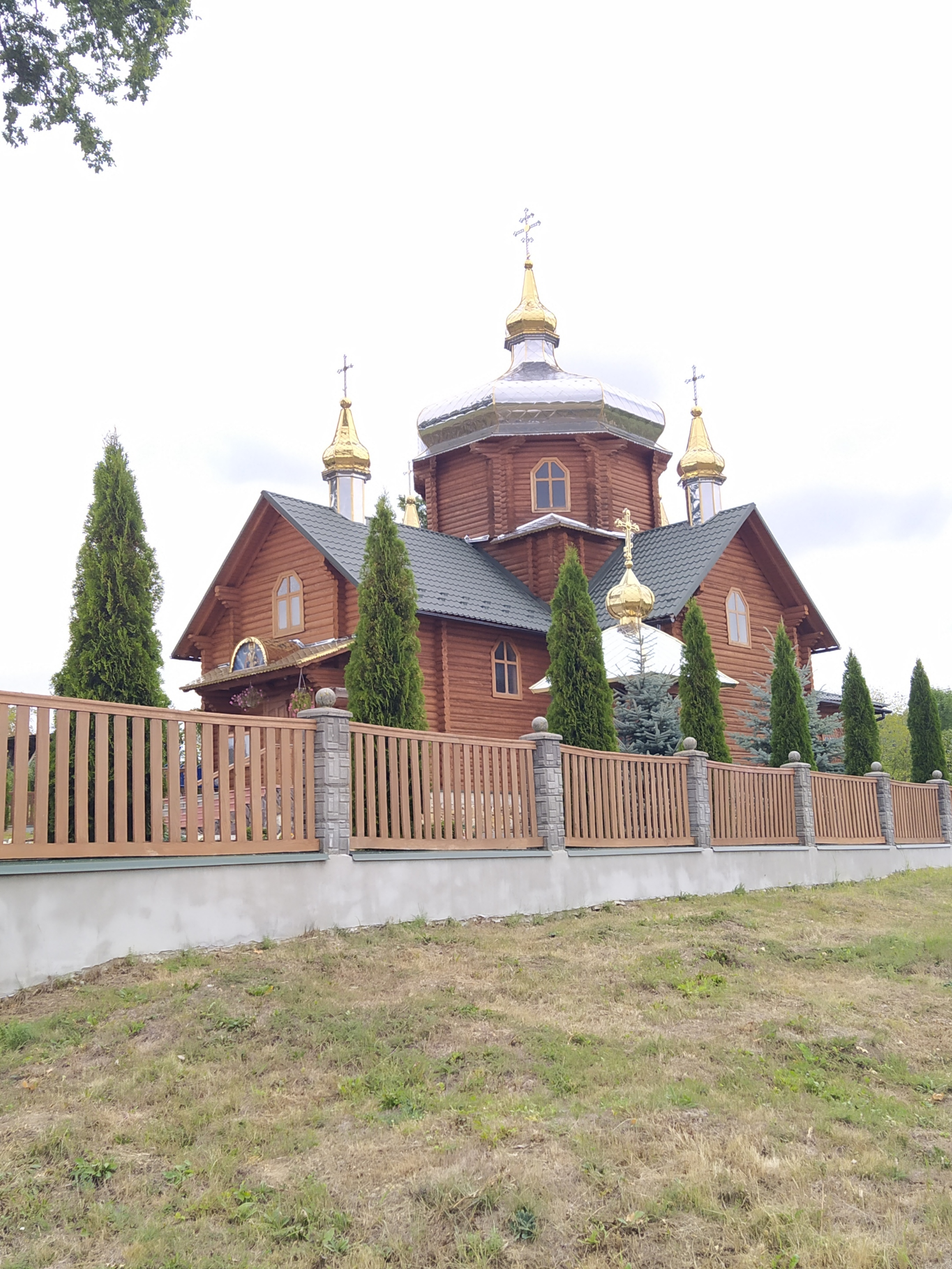
Церква Святого Миколая (2009)

Во́ля-Блажі́вська — село в Україні, у Самбірському районі Львівської області. Населення становить 653 особи. Орган місцевого самоврядування — Ралівська сільська громада.
У селі була дерев'яна церква Святого Миколая 1928 року, що згоріла у липні 2009-го. 2011 року на тому ж місці збудовано нову.
У селі росте один з найстаріших у Львівській області дубів, вік якого понад 300 років.